# دولت جمشید آموزگار
دولت جمشید آموزگار یکی از آخرین دولت‌های دوران پادشاهی مشروطه در دورهٔ پهلوی است که از مرداد ۱۳۵۶ تا شهریور ۱۳۵۷ فعالیت کرد. رئیس این دولت، جمشید آموزگار بود. پس از آتش‌سوزی سینما رکس آبادان، طرح استیضاح دولت توسط مجلس کلید خورد اما پیش از انجام استیضاح، آموزگار در پنجم شهریور استعفا کرد. بدین ترتیب، بررسی تغییرات کابینه که به بعد از تعطیلات تابستانی مجلس موکول شده بود نیز انجام نشد.

## پیشینه تشکیل دولت
در اواسط دههٔ ۱۳۵۰، به‌نظر می‌رسید رژیم شاه همانند سدهای عظیمی که ساخته و مغرورانه نام بستگان خود را بر آنها نهاده بود، پایدار و برجا است. تصور می‌شد که ارتش عظیم دارای سلاح‌های فوق‌مدرن و پشتیبانی یک پلیس مخفی کارآمد، توان سرکوب هرگونه شورش، حتی در مکان‌های دوردستی مانند عمان، را دارد. یک دیوان‌سالاری گسترده، متکی بر شبکه حمایتی دارای امکانات مالی خوب، مدعی بود که برای در دست گرفتن اقتصاد و حتی بازسازی بنیادی جامعه قدرت کافی دارد. درآمدهای بی‌حساب نفتی نیز وسیله‌ای برای راضی ساختن و خریدن مخالفان بالقوه و گسترده کردن ابزارهای نظارت اجتماعی شد. با توجه به این واقعیت‌ها، بیشتر ناظران نتیجه گرفتند که پایه‌های رژیم بسیار استوار و ویران‌نشدنی است. حتی اندک افرادی که به ثبات رژیم چندان امیدوار نبودند و از تنش‌های اجتماعی پنهان و رو به گسترش، آگاهی بیشتری داشتند، پیش‌بینی می‌کردند که این نظام تا پایان دههٔ ۱۳۶۰ —دوران کاهش درآمدهای نفتی— پایدار بماند. آنها بر این باور بودند که رژیم هرچند پایگاهی در میان مردم، و امکانات و ابزارهایی برای کاهش این تنش‌های روزافزون ندارد، نهادهای آن هنوز چنان قدرتمند است که در برابر فشارهای ناشی از توسعهٔ ناهمگون و نوسازی نامتوازن پایداری کند. اما دو بحران غیرمنتظره، این محاسبات و پیش‌بینی‌ها را کاملاً بی‌اعتبار ساخت: بحران اقتصادی به شکل تورم حاد؛ و بحران نهادی ناشی از فشارهای خارجی بر شاه که هدف از آنها، وادار ساخت رژیم به تعدیل کنترل‌های پلیسی و رعایت حقوق بشر به‌ویژه حقوق مخالفان سیاسی در ایران بود. تورم، که در نیمهٔ دوم دههٔ ۱۳۴۰ تقریباً در اقتصاد ایران به صفر رسیده بود، دوباره در اوایل دههٔ ۱۳۵۰ پدیدار شد. این تورم، نتیجهٔ چندین عامل بود: کمبود مسکن و هجوم بیش از ۶۰٬۰۰۰ تکنیسین خارجی با حقوق و درآمد بالا، پیشی گرفتن میزان جمعیت بر میزان رشد تولیدات کشاورزی، افزایش ناگهانی قیمت مواد غذایی در بازارهای جهانی، برنامهٔ صنعتی‌کردن پرشتاب و رشد بی‌وقفهٔ بخش نظامی که به کمبود نیروی کار، افزایش دستمزدها در مناطق روستایی، خالی شدن روستاها از نیروی کار، و بنابراین تشدید مشکلات کشاورزی انجامید، و مهم‌تر از همه، تحرّک شدید اقتصادی در نتیجهٔ تزریق دلارهای نفتی از برنامه‌های بلندپروازانهٔ توسعه به جامعه.
همزمان با این بحران اقتصادی، دولت‌ها و سازمان‌های خارجی نیز شاه را تحت فشار قرار دادند که نظارت‌های پلیسی را تعدیل کند. همزمان با انتقاد سازمان‌های بین‌المللی از رژیم، گروه‌های ایرانی خارج از کشور نیز کمیته‌های حقوق بشر ویژه‌ای تشکیل دادند تا جنایت‌های ساواک را افشا کنند. جیمی کارتر نیز در مراحل مقدماتی انتخابات ریاست‌جمهوری سال ۱۹۷۶ بر دفاع از حقوق بشر در سرتاسر جهان تأکید کرد و در آخرین مرحلهٔ انتخابات ریاست‌جمهوری، ایران را جزو کشورهایی به‌شمار آورد که آمریکا باید برای حفظ آزادی‌های سیاسی و اجتماعی آن کشورها گام‌های مؤثرتری بردارد. شاه بنا به دلایلی، نسبت به فشارهای خارجی واکنش مثبت نشان داد. او نمی‌خواست روابط ویژهٔ خود با واشینگتن و دسترسی به تسلیحات آمریکایی را به‌خطر اندازد. او به‌هیچ‌روی نمی‌خواست تصویرِ «اصلاح‌گری پیش‌رو و مشتاق به آوردن مزایای تمدن غرب به ایران» را از دست بدهد —تصویری که با صرف هزینهٔ گزاف در آمریکا و اروپا به‌ویژه در خیابان مدیسون رواج داده بود— او همچنین باور کرده بود که با اصلاحاتش آنچنان محبوبیتی پیدا کرده‌است که می‌تواند بدون به‌خطر انداختن رژیم، از میزان خفقان و نظارت بکاهد.
کاهش خفقان نظارت‌های پلیسی در اواخر سال ۱۳۵۵ آغاز شد و در تابستان همان سال به اوج رسید. در فروردین ۱۳۵۶، وکلای خارجی اجازه یافتند که تا بر محاکمهٔ یازده متهم به ترور نظارت داشته باشند؛ از اوایل دههٔ ۱۳۴۰ این نخستین بار بود که وکلای خارجی در یک دادگاه نظامی حضور می‌یافتند. شاه در اوایل اردیبهشت، نماینده سازمان عفو بین‌الملل را به حضور پذیرفت و قول داد وضعیت زندان‌ها را بهبود ببخشد. در اوایل خردادماه نیز به نماینده کمیسیون بین‌المللی حقوق‌دانان اجازه دیدار داد و ضمن گلایه از اینکه «مطبوعات تحت تسلط یهودیان» در آمریکا او را بدنام می‌کنند، موافقت کرد تا به منظور رعایت بیشتر حقوق زندانیان سیاسی، آیین‌های دادرسی دادگاه‌ها را اصلاح کند. در اواسط خرداد، حزب رستاخیز اعلام کرد که از بحث‌های آزاد و انتقادهای سازنده استقبال خواهد کرد. سرانجام شاه در مردادماه، امیرعباس هویدا را که در دوازده سال گذشته نخست‌وزیر بود برکنار و جمشید آموزگار، تکنوکرات ۵۱ سالهٔ تحصیل‌کردهٔ آمریکا و دبیرکل حزب رستاخیز را به نخست‌وزیر گمارد.

## سیاست‌های دولت
جان دی. استمپل معتقد است که مشکل عمدهٔ نخست‌وزیری آموزگار در این بود که او بیش از آن که به امور سیاسی علاقه‌مند باشد، به مسائل اقتصادی علاقه‌مند بود و اولین تغییری که در دولت جدید به‌وقوع پیوست، آزردن رهبران مذهبی بود. آموزگار، احتمالاً با تصویب شاه، کلیه وجوهی را که به روحانیت و حوزه‌های علمیه به‌منظور کمک‌هزینه به طلّاب و کارهای تحقیقاتی پرداخت می‌شد را قطع کرد. زمانِ انتخاب‌شده برای انجام این کار کاملاً اشتباه بود. در آن پاییز، آموزگار به چند نفر که با او دیدار کرده و از زمزمه‌های درون مساجد اظهار نگرانی کرده بودند، گفته بود: 
دورهٔ ملّاهای مرتجع به پایان رسیده‌است و ایران، ماورای آنها در حرکت است.
جمشید آموزگار کوشید با کُند کردن گردش چرخ‌های اقتصاد، هزینهٔ روزافزون زندگی —عامل اقتصادیِ عمدهٔ نارضایتیِ طبقه متوسط— را پایین آورد. آموزگار که از ترغیب شاه به کاهش بودجهٔ نظامی ناتوان بود، هزینه‌های غیرنظامی به‌ویژه بودجهٔ برنامه‌های توسعه را بسیار پایین آورد. وی ۳٫۵ میلیارد دلار از بودجهٔ برنامهٔ پنج‌ساله را حذف کرد، سه‌سالِ باقی‌ماندهٔ برنامهٔ پنج‌ساله را به چهار سال و نیم افزایش داد، مقررات سختی بر اعطای اعتبار وضع کرد، طرح ساخت متروی تهران را کنار گذاشت، هجده طرح از بیست طرح پیشنهادی برای ساخت کارخانهٔ هسته‌ای را حذف کرد، اجرای اغلب طرح‌های ساخت کارخانه، بیمارستان و خانه جدید را به تعویق انداخت و مهم‌تر از همه، شمار قراردادهای دولتی در بخشِ پررونقِ ساختمان‌سازی را بسیار کاهش داد. این اقدامات یک تأثیر آنی داشت: رشد تولید ناخالص ملی که در سال‌های گذشته به ۱۵ تا ۲۰ درصد در سال می‌رسید، در نیمهٔ نخست سال ۱۳۵۷ به ۲ درصد کاهش یافت. رشد بخش ساختمان‌سازی شهری که در سال پیش به ۳۲ درصد بود، در نُه‌ماهه نخست سال ۱۳۵۷ به ۷ درصد رسید. شاخص هزینه زندگی هم که در سال‌های پیش با نرخ ۳۰ تا ۳۵ درصد افزایش می‌یافت، در نُه‌ماه نخست سال ۱۳۵۷ تنها ۷ درصد بالا رفت. بدین ترتیب دولت می‌خواست با پدیدآوردن کسادی ضعیفی، تورم را مهار نماید. به نظر می‌رسید این راهبرد دولت کارساز شده‌است. حتی در اواسط خردادماه آموزگار با اطمینان گفت که «بحران پایان یافته‌است.» اما به گفتهٔ یرواند آبراهامیان، آرامش تابستان آن سال، آرامش پیش از طوفان بود.

پیش از طرح‌ریزی دولت برای ایجاد رکود اقتصادی، اجرای طرح‌های توسعهٔ بلندپروازانه موجب شده بود که بیکاری شهری از بین برود و حتی کمبود نیروی کار محلی پدید آید. این کمبود نیز افزایش دستمزد کارگران ماهر و غیرماهر را به دنبال داشت. افزایش دستمزدهای واقعی، بر شمار اعتصابات در صنایع اصلی تأثیر مستقیمی گذاشت. در دورهٔ ناآرامی و تظاهرات طبقه متوسط (آبان ۱۳۵۶ تا خرداد ۱۳۵۷) تنها هفت اعتصاب صنعتی عمده روی داد اما پس از خرداد ۱۳۵۷ که اثرات دورهٔ رکود اقتصادی به‌ویژه در بخش ساختمان‌سازی پدیدار شد و دولت با تعیین سقف معیّنی برای افزایش دستمزدها و لغو پاداش‌های سالانه که معمولاً به همه کارمندان دولتی می‌پرداخت، شمار این‌گونه اعتصابات به سرعت بالا رفت. شاه هم در یک کنفرانس مطبوعاتی-تلویزیونی، علیه حقوق و دستمزدهای بالا و بهره‌وری پایین سخت گفت. او که معتقد بود دولت رفاه، کارگران را با «پشم نرم» پوشانده‌است، گفت: 
این قابل تحمل نیست. آنهایی را که کار نمی‌کنند، دُم‌شان را می‌گیریم و مثل موش بیرون می‌اندازیم.
 در پیش گرفتن این سیاست سخت‌گیرانه نسبت به کارگران، چندین اعتصاب صنعتی به‌دنبال داشت. کارگران ناراضی، علاوه بر اعتصاب، به راهپیمایی نیز روی آوردند. نخستین تظاهرات بزرگی که کارگران پرشماری در آن شرکت داشتند، تظاهرات ۳۱ تیرماه درمشهد بود. در آن روز، مراسم به خشونت کشیده شد و بر پایهٔ برخی آمارهای محافظه‌کارانه، شمار کشته‌ها بیشتر از چهل نفر بود. در هفتمین روز کشتار مشهد، تقریباً در همه شهرهای اصلی مراسم یادبود بزرگی برپا شد. در تهران، تبریز، قم، اصفهان و شیراز این مراسم به درگیری‌های خیابانی تبدیل شد. در ماه رمضان نیز که از ۱۴ مرداد آغاز می‌شد، خشونت‌های شدیدتری بروز کرد. در اصفهان که محل شدیدترین درگیری‌ها بود، تظاهرکنندگان خشمگین —که برخی از آنها مسلّح بودند— بیشتر قسمت‌های شهر را تصرف و آیت‌الله بسیار محترمی را که چند شب پیش دستگیر شده بود، آزاد کردند. این ناآرامی‌ها دو روز به طول انجامید و دولت پس از آن که حکومت نظامی اعلام کرد، نیروهای ارتشی را به شهر آورد و بیش از یکصد تظاهرکننده را به ضرب گلوله از پای درآورد و توانست شهر را کاملاً در دست گیرد. از سال ۱۳۳۲ به بعد، این نخستین بار بود که در مرکز یک استان، حکومت نظامی اعمال می‌شد. آموزگار که به دستکاری اقتصاد کشور سرگرم بود، فکر می‌کرد که در ایران نیز مانند جوامع غربی، می‌توان ابزارهای اقتصادی مانند کسادی را بدون این که دگرگونی و ناآرامی‌های سیاسیِ عمده‌ای به همراه داشته باشد، به کار برد. وی در اواخر مردادماه پی برد که برخلاف جوامع غربی، ایران ثبات سیاسی ندارد و بنابراین کسادی‌ای که دولت تجویز کرده بود، می‌توانست بدون کاهش نارضایتی طبقه متوسط، به اعتراض طبقه کارگر هم بینجامد.
در ۲۸ مردادماه، همزمان با بیست و پنجمین سالگرد کودتای ۲۸ مرداد، سینما رکس آبادان که در یک منطقه کارگرنشین قرار داشت، به گونهٔ مشکوکی آتش گرفت و بیش از چهارصد مرد، زن و کودک درون آن جان باختند. حقیقت هرچه باشد، فردای آن روز ۱۰٫۰۰۰ نفر از بستگان قربانیان که در مراسم تشییع جنازه بزرگی گردهم آمده بودند، ساواک را مسئول این حادثه دانستند. سوگواران با راهپیمایی در خیابان‌های شهر، فریاد می‌زدند: «مرگ بر شاه»، «نابود باد سلطنت پهلوی» و «ارتش برادر ماست، خمینی رهبر ماست». شاه در پنجم شهریور، آموزگار را برکنار و جعفر شریف‌امامی را که در سال ۱۳۳۹ اندک زمانی نخست‌وزیر بود، به نخست‌وزیری تعیین کرد و اختیارات نامحدودی به وی داد تا با روحانیون میانه‌رو گفتگو کند.